# Belliet
Het mineraal belliet is een lood-chroom-arseen-silicaat uit Tasmanië, dat oranjerode kristallen vormt. De chemische formule luidt PbCrO4As4,SiO2. Kristallografen menen dat het eigenlijk een minerale legering is van crocoiet, mimetiet en kwarts.